# Toygar, Aybastı
Toygar là một xã thuộc huyện Aybastı, tỉnh Ordu, Thổ Nhĩ Kỳ. Dân số thời điểm năm 2010 là 1.193 người.